# Relações entre Irã e Sudão
As relações entre Irã e Sudão referem-se às relações diplomáticas, econômicas e militares entre o Sudão e o Irã. Durante quase três décadas, o Irã e o Sudão desfrutaram de uma relação estreita.  O Sudão decidiu expulsar todos os (grupos) iranianos apenas algumas horas antes de se juntar a uma operação militar saudita no Iêmen em março de 2015 , onde foi dito que o presidente sudanês estaria calculando a favor de sua frágil economia. Em 4 de janeiro de 2016 o Sudão havia cortado todas as relações diplomáticas com o Irã devido às tensões entre a Arábia Saudita e o Irã.   Como resultado, o vínculo entre os dois países azedou severamente.

## História
O Sudão manteve boas relações com o Irã do Xá, garantindo uma série de empréstimos durante o período anterior à Revolução Iraniana. Após a revolução, o Sudão apoiou o Iraque em sua guerra contra o Irã, conforme a política da Liga Árabe. O primeiro-ministro do Sudão, Sadiq al-Mahdi, faria uma visita oficial a Teerã no final da década de 1980, estabelecendo, assim, laços com a República Islâmica. Após o golpe militar islâmico apoiado por Omar al-Bashir, o Sudão procurou relações próximas com o Irã. Os crescentes laços ajudam a continuar a islamização do Sudão. Na era pós-Guerra Fria, o Sudão continuou a ser o aliado mais próximo do Irã na África. O Sudão foi durante anos o único Estado africano governado por islamistas.  Os dois Estados, apesar da "divisão sunita-xiita" rapidamente se tornaram aliados próximos. Em 1991, o presidente iraniano Ali Akbar Hashemi Rafsanjani fez uma visita oficial a Cartum, acompanhado por mais de 150 oficiais iranianos. Ele declarou que a "Revolução Islâmica do Sudão, ao lado da pioneira revolução do Irã, pode sem dúvida ser a fonte de movimento e revolução em todo o mundo islâmico". 

## Relações econômicas
Em 1991, foram reveladas evidências de crescentes ligações econômicas e militares entre o Sudão e o Irão. Líderes iranianos de alto nível fizeram inúmeras visitas ao Sudão durante as quais foi estabelecido um acordo comercial entre os dois países. As relações econômicas bilaterais continuariam a ser uma área de foco da relação Irã-Sudão.   O Irã é suspeito de fornecer ao Sudão um milhão de toneladas de petróleo por ano. 